# Ramal da Figueira da Foz
O Ramal da Figueira da Foz, igualmente conhecido como Ramal de Pampilhosa, e originalmente como Linha da Beira Alta (em conjunto com o troço de Pampilhosa a Vilar Formoso), é uma ligação ferroviária desactivada, situada no centro-oeste de Portugal. Ligava a estação de Figueira da Foz (que é também término da Linha do Oeste) à estação de Pampilhosa, na intersecção da Linha do Norte com a Linha da Beira Alta, numa distância total de 50,4 quilómetros.
Construída pela Companhia dos Caminhos de Ferro Portugueses da Beira Alta, esta linha foi inaugurada em 3 de Agosto de 1882 e foi explorada por aquela companhia até 1947, ano em que a exploração foi transferida para a CP. Em 1992, este troço ferroviário foi destacado da Linha da Beira Alta e renomeado como Ramal da Figueira da Foz.
O tráfego no Ramal da Figueira da Foz foi suspenso em 5 de Janeiro de 2009, por motivos de segurança e para a realização de obras de modernização. No entanto, não foram concluídas quaisquer obras, tendo o serviço rodoviário de substituição sido encerrado em 1 de Janeiro de 2012 e a remoção física da via sido iniciada em 2013.

## Caracterização

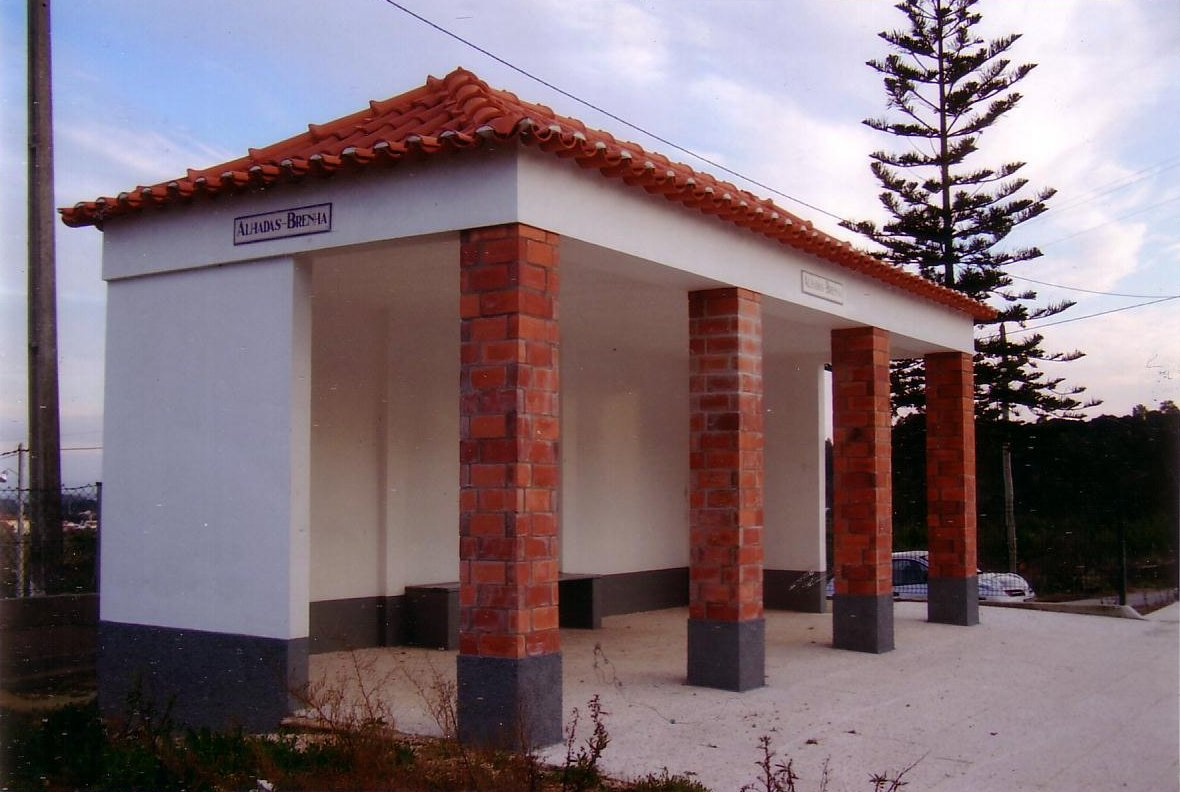
Apeadeiro de Alhadas-Brenha.

### Percurso
Este ramal apresenta cerca de 50 quilómetros de extensão, unindo a cidade de Figueira da Foz à Pampilhosa, onde se ligava às Linhas da Beira Alta e do Norte. Passa pelos concelhos de Mealhada, Cantanhede, Montemor-o-Velho, e Figueira da Foz.

### Obras de arte
O Ramal apresenta várias obras de arte, como o Túnel de Alhadas.

### Material circulante
Das automotoras que cumpriram serviço neste ramal, destacam-se a Série 0300, a Série 0350 e, em caso de avaria das mesmas, a Série 0450 dos Caminhos de Ferro Portugueses.

## História

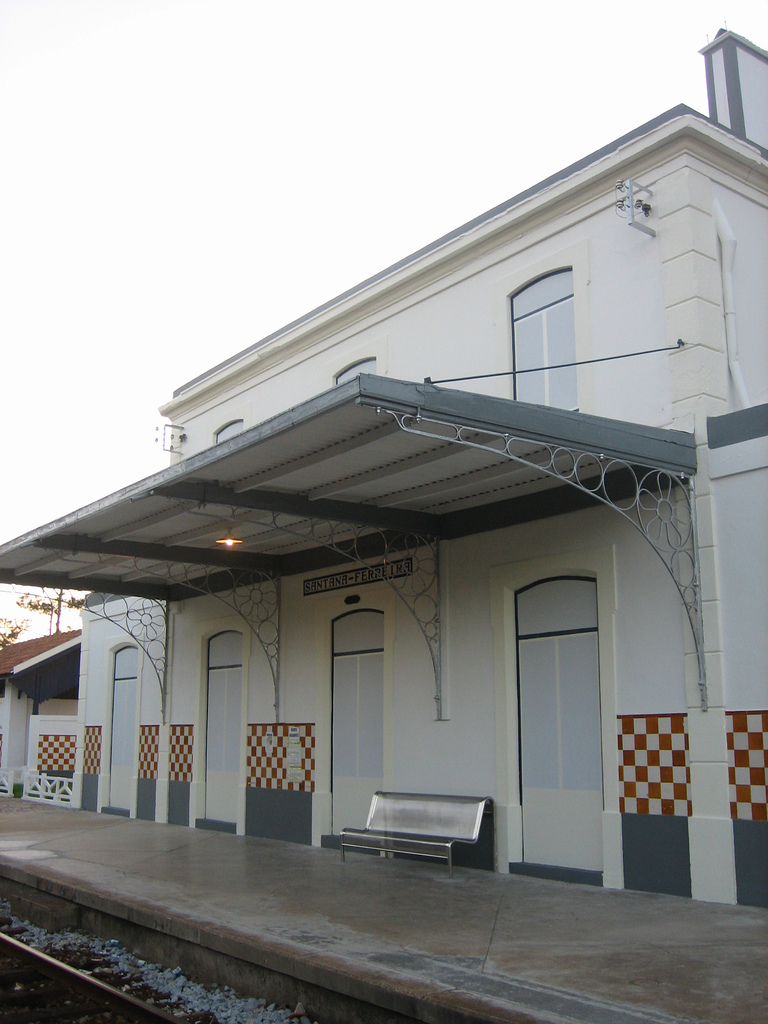
Apeadeiro de Santana-Ferreira (PK 15,8).

### Planeamento, construção e inauguração
Em 3 de Agosto de 1878, foi assinado um contrato entre o Governo Português e a Société Financière de Paris, para a construção e exploração de uma ligação ferroviária entre Pampilhosa e Vilar Formoso, tendo sido formada a Companhia dos Caminhos de Ferro Portugueses da Beira Alta para este fim. Já nesta altura, se ponderava continuar a Linha da Beira Alta da Pampilhosa até à cidade de Figueira da Foz, de forma a poder escoar os produtos daquela linha através do seu porto marítimo. Porém, este plano entrava em conflito com as pretensões da Companhia Real dos Caminhos de Ferro Portugueses, que também estava a programar uma ligação à Figueira da Foz, como tinha sido estipulado num contrato de 14 de Setembro de 1859.
Ainda assim, foi aberto o concurso para o troço entre a Pampilhosa e a Figueira da Foz, tendo a Companhia da Beira Alta requerido apenas metade do subsídio governamental que tinha sido oferecido à Companhia Real, e, em 30 de Agosto de 1879, prescindiu totalmente dos apoios estatais. Este projecto foi autorizado pela Junta Consultiva das Obras Públicas, tendo o contrato provisório sido assinado no dia 31 de Outubro. Este documento foi apresentado às cortes em 19 de Janeiro de 1880 e imediatamente aprovado, tendo sido promulgado por uma lei de 31 de Março. As obras deste ramal iniciaram-se oficialmente em 10 de Agosto desse ano. A Companhia Real ainda apresentou uma reclamação, que foi indeferida pelo Tribunal Arbitral em 7 de Outubro do mesmo ano.
O primeiro lanço da Linha da Beira Alta, entre a Pampilhosa e Vilar Formoso, foi aberto à exploração em 1 de Julho de 1882, de forma provisória, enquanto que a ligação entre a Figueira da Foz e a Pampilhosa foi inaugurada oficialmente, junto com o troço já aberto, no dia 3 de Agosto do mesmo ano, sendo então considerada como parte da rede ferroviária da Beira Alta. A cerimónia contou com a presença do rei D. Luís. O ramal melhorou consideravelmente as relações da Figueira da Foz com as Beiras e Espanha, tendo contribuído decisivamente para o aumento das actividades turísticas na época balnear. Facilitou igualmente o transporte de mercadorias de e até à Figueira da Foz, que até aí era realizado principalmente pelo Ramal de Alfarelos. Com efeito, possibilitou uma maior penetração dos produtos daquela cidade, nomeadamente o sal, carvão, cal e peixe, em todo o país, especialmente nas Beiras, e em Espanha. No entanto, entrou em concorrência com a cabotagem costeira, tendo contribuído para o declínio do movimento marítimo.

### Transição para a Companhia dos Caminhos de Ferro Portugueses

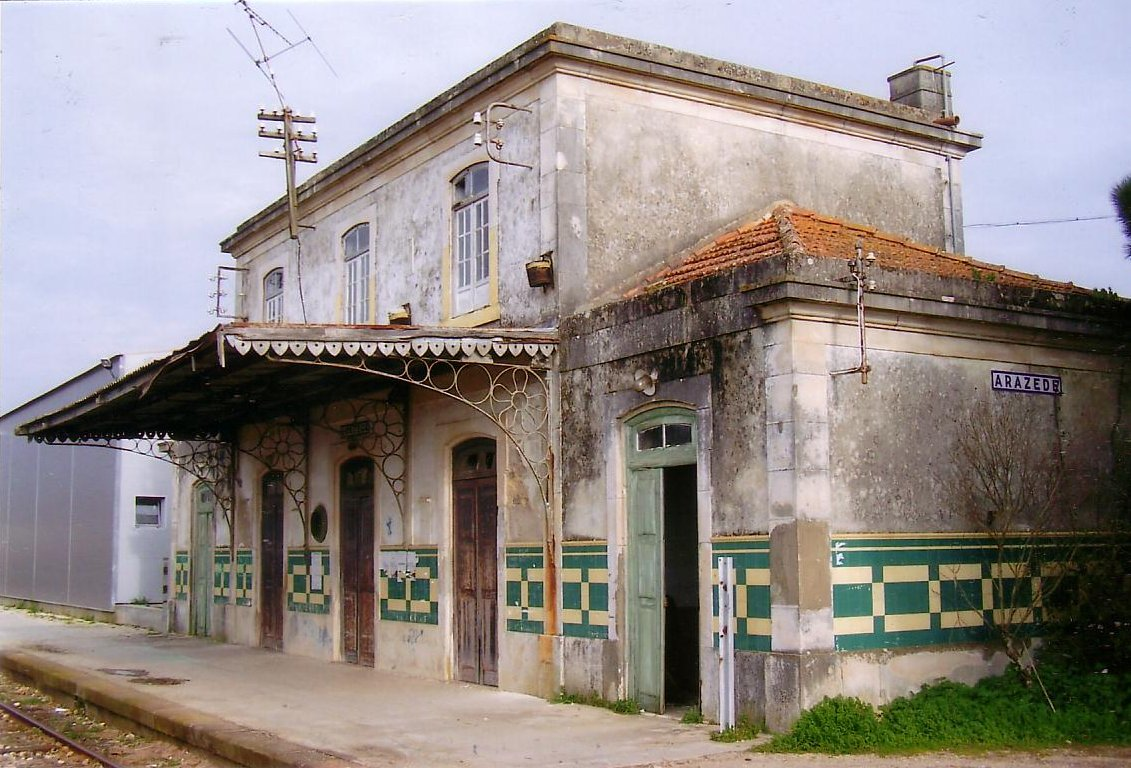
Estação de Arazede (PK 26,7).

Em 2 de Maio de 1930, foi assinado um contrato de trespasse, que estipulava a transição da exploração e do material circulante da Companhia dos Caminhos de Ferro Portugueses da Beira Alta para a Companhia dos Caminhos de Ferro Portugueses; no entanto, só em 28 de Fevereiro de 1946 é foi executada a escritura, para a transferência da exploração.

### Século XXI
Em 2007, esta ligação foi alvo de vários investimentos, nomeadamente num parque industrial junto à Pampilhosa, na supressão de passagens de nível, na Estação de Cantanhede, e no rebaixamento do Túnel de Alhadas.
Em 5 de Janeiro de 2009, o ramal foi totalmente encerrado ao tráfego ferroviário pela Rede Ferroviária Nacional por «motivos de segurança», devido principalmente à antiguidade dos carris utilizados em grande parte do percurso. Em substituição dos serviços ferroviários, iniciaram-se várias carreiras de autocarros, que se mostraram mais apropriados às necessidades das populações dos que os comboios, cujos horários já não se adequavam à procura, nos últimos anos do ramal. Previa-se que o investimento necessário para a remodelação do ramal seria de cerca de 35 milhões de Euros. Ainda em inícios de 2010, autarcas da região exigiam já garantias que as obras e a reabertura teriam efetivamente lugar.
Iniciaram-se assim as obras de modernização, prevendo-se em 2009 que o ramal iria reabrir em 2011. Porém, os trabalhos foram suspensos, tendo o Bloco de Esquerda questionou o governo sobre os prazos de execução da obra em Janeiro de 2011. Em Maio, um grupo de trabalho da Assembleia Municipal de Mealhada organizou um debate público, para promover a modernização e reabertura deste ramal, defendendo que traria um maior desenvolvimento económico à região, e beneficiaria as populações; por outro lado, o comboio também era utilizado para o acesso às praias, o que prejudicou o movimento durante a época balnear. Em termos de movimento de mercadorias, argumentou-se que este eixo facilitaria o transporte de carga do Porto de Figueira da Foz para a Europa e o resto do país, seria essencial à então projectada plataforma logística rodo-ferroviária na Pampilhosa, uma vez que permitia o acesso ao porto, e beneficiaria a área industrial de Cantanhede.
A requalificação e reabertura deste ramal também foi discutida em Setembro, numa reunião em Mira, que envolveu representantes do Partido Socialista, Partido Nacional Renovador, Partido Comunista Português, Bloco de Esquerda, e do PCTP/MRPP. O Partido Nacional Renovador realizou, em 2011, uma campanha de sensibilização nas localidades anteriormente servidas por este caminho de ferro. Em Dezembro do mesmo ano, a operadora Comboios de Portugal anunciou que, devido à suspensão do processo de reabertura desta ligação, iria terminar os serviços alternativos, por via rodoviária, a partir do dia 1 de Janeiro de 2012. Em março de 2012 a quase totalidade do ramal («entre a Estação da Figueira da Foz e o km 48,470») foi removida formalmente, pela entidade reguladora, da rede em exploração.

Em Março de 2013, a Rede Ferroviária Nacional começou a levantar os carris e as travessas da via neste ramal, argumentando que esta era a melhor forma de proteger os seus activos, face às várias tentativas de roubo que foram feitas.